# Кроссвілл (Алабама)
Кроссвілл (англ. Crossville) — місто (англ. town) в США, в окрузі Декальб штату Алабама. Населення — 1830 осіб (2020).

## Географія
Кроссвілл розташований за координатами 34°17′8″ пн. ш. 85°59′56″ зх. д. / 34.28556° пн. ш. 85.99889° зх. д. (34.285486, -85.998756). За даними Бюро перепису населення США в 2010 році місто мало площу 21,68 км², з яких 21,68 км² — суходіл та 0,00 км² — водойми.

### Клімат
| Клімат : Кроссвілл    | Клімат : Кроссвілл | Клімат : Кроссвілл | Клімат : Кроссвілл | Клімат : Кроссвілл | Клімат : Кроссвілл | Клімат : Кроссвілл | Клімат : Кроссвілл | Клімат : Кроссвілл | Клімат : Кроссвілл | Клімат : Кроссвілл | Клімат : Кроссвілл | Клімат : Кроссвілл | Клімат : Кроссвілл |
| Показник              | Січ.               | Лют.               | Бер.               | Квіт.              | Трав.              | Черв.              | Лип.               | Серп.              | Вер.               | Жовт.              | Лист.              | Груд.              | Рік                |
| Середній максимум, °C | 9,4                | 12,2               | 16,7               | 21,7               | 25,6               | 29,4               | 31,1               | 31,1               | 27,8               | 22,2               | 16,1               | 11,1               | 21,1               |
| Середній мінімум, °C  | −1,1               | 0,0                | 4,4                | 8,9                | 13,3               | 17,2               | 19,4               | 18,9               | 15,6               | 8,9                | 3,9                | 0,0                | 8,9                |
| Норма опадів, мм      | 132                | 127                | 150                | 124                | 112                | 102                | 109                | 86                 | 112                | 79                 | 112                | 130                | 1377               |
| --------------------- | ------------------ | ------------------ | ------------------ | ------------------ | ------------------ | ------------------ | ------------------ | ------------------ | ------------------ | ------------------ | ------------------ | ------------------ | ------------------ |
| Джерело: Weatherbase  |                    |                    |                    |                    |                    |                    |                    |                    |                    |                    |                    |                    |                    |

## Демографія
Згідно з переписом 2010 року, у місті мешкали 1862 особи в 645 домогосподарствах у складі 463 родин. Густота населення становила 86 осіб/км². Було 722 помешкання (33/км²).
Расовий склад населення:
| - 88,7 % — білих - 1,9 % — корінних американців - 0,4 % — чорних або афроамериканців - 0,2 % — азіатів - 0,1 % — вихідців з тихоокеанських островів - 6,3 % — осіб інших рас |

До двох чи більше рас належало 2,4 %. Частка іспаномовних становила 8,3 % від усіх жителів.
За віковим діапазоном населення розподілялося таким чином: 26,3 % — особи молодші 18 років, 56,6 % — особи у віці 18—64 років, 17,1 % — особи у віці 65 років та старші. Медіана віку мешканця становила 37,9 року. На 100 осіб жіночої статі у місті припадало 87,3 чоловіків; на 100 жінок у віці від 18 років та старших — 85,7 чоловіків також старших 18 років.
Середній дохід на одне домашнє господарство становив 48 249 доларів США (медіана — 30 833), а середній дохід на одну сім'ю — 52 271 долар (медіана — 41 346). Медіана доходів становила 40 577 доларів для чоловіків та 26 250 доларів для жінок. За межею бідності перебувало 38,1 % осіб, у тому числі 56,5 % дітей у віці до 18 років та 14,7 % осіб у віці 65 років та старших.
Цивільне працевлаштоване населення становило 797 осіб. Основні галузі зайнятості: освіта, охорона здоров'я та соціальна допомога — 27,2 %, виробництво — 24,3 %, роздрібна торгівля — 10,9 %, будівництво — 10,3 %.